# Hubera mossambicensis
Hubera mossambicensis är en kirimojaväxtart som först beskrevs av Vollesen, och fick sitt nu gällande namn av Chaowasku. Hubera mossambicensis ingår i släktet Hubera och familjen kirimojaväxter. Inga underarter finns listade i Catalogue of Life.